# Paulo Martorano
Paulo, właśc. Paulo Martorano (ur. 3 maja 1933 w Guarantinguecie) – piłkarz brazylijski, występujący podczas kariery na pozycji bramkarza.

## Kariera klubowa
Piłkarską karierę Paulo rozpoczął w São Paulo FC w 1953 i grał w nim do 1959 roku. Podczas tego okresu dwukrotnie zdobył mistrzostwo stanu São Paulo – Campeonato Paulista w 1953 i 1957 roku. W późniejszych latach występował w Comercialu Ribeirão Preto, Guarani FC i meksykańskim klubie Oro.

## Kariera reprezentacyjna
W reprezentacji Brazylii Paulo zadebiutował 16 czerwca 1957 w wygranym 3-0 towarzyskim meczu z reprezentacją Portugalii. Był to jego jedyny mecz w reprezentacji. Wcześniej w 1956 roku Paulo uczestniczył w Copa América 1956, na której Brazylia zajęła czwarte miejsce. Na turnieju Paulo był rezerwowym i nie wystąpił w żadnym meczu.